# Кочаны (Сморгонский район)
Кочаны́ (бел. Качаны, пол. Koczany) — деревня в Сморгонском районе Гродненской области Белоруссии.
Входит в состав Кревского сельсовета.
Расположена у южной границы района. Расстояние до районного центра Сморгонь по автодороге — 34 км, до центра сельсовета агрогородка Крево по прямой — чуть менее 10 км. Ближайшие населённые пункты — Боярск, Ластоянцы, Лавский Брод. Площадь занимаемой территории составляет 0,157 км², протяжённость границ 3280 м.

## История
Деревня отмечена на карте Шуберта (середина XIX века) под названием Качны в составе Кревской волости Ошмянского уезда Виленской губернии. Согласно описи 1866 года Кочаны насчитывали 10 дворов и 86 жителей, из них 5 православных и 81 католик. Входили в состав деревенского округа Боярск.
После Советско-польской войны, завершившейся Рижским договором, в 1921 году Западная Белоруссия отошла к Польской Республике и деревня была включена в состав новообразованной сельской гмины Крево Ошмянского повета Виленского воеводства.
В 1938 году Кочаны насчитывали 23 дыма (двора) и 131 душу.
В 1939 году, согласно секретному протоколу, заключённому между СССР и Германией, Западная Белоруссия оказалась в сфере интересов советского государства и её территорию заняли войска Красной армии. Деревня вошла в состав новообразованного Сморгонского района Вилейской области БССР. После реорганизации административного-территориального деления БССР деревня была включена в состав новой Молодечненской области в 1944 году. В 1960 году, ввиду новой организации административно-территориального деления и упразднения Молодечненской области, Кочаны вошли в состав Гродненской области.
До 2008 года деревня входила в состав Ордашинского сельсовета.

## Население
| 1866 | 1938 | 1999 | 2009 |
| ---- | ---- | ---- | ---- |
| 86   | 131  | 20   | 9    |

## Транспорт
Автомобильной дорогой местного значения Н7982 деревня связана с дорогой Н6417 Новосёлки — Боярск — Переходы.